# Pošta Slovenije
Pošta Slovenije d. o. o. (deutsch: Slowenische Post GmbH) ist das staatliche Postunternehmen in Slowenien mit Sitz in Maribor. Mit seinen knapp 6.000 Mitarbeitern ist das Unternehmen mit Stand 31. Dezember 2022 einer der größten Arbeitgeber in Slowenien. Mit einem Eigenkapital von 229.537 T€ (Gruppe: 347,575 T€) beträgt die Eigenkapitalquote 66 % (Gruppe: 60,2 %). 
2022 umfasste das Postnetz insgesamt 481 Kontaktstellen, davon 163 Zustellpostämter, 30 Logistikpostämter (davon drei keine Kontaktstellen), drei Sammelpostämter, 94 Abholpostämter, 165 Vertragspostämter und 26 mobile Postämter. Daneben existieren 340 weitere Organisationen: Zwei Briefsortier- und Logistikzentren, 54 Briefpostämter, drei Logistikpostämter (die nicht als Kontaktstellen gelten), eine Zustellstelle, sowie alternative Liefer- und Abholpunkte (210 Tankstellen, 46 MOL-Tankstellen und 24 automatischen Paketautomaten, darunter zwei Selbstbedienungs-PS-24/7-Filialen).